# Re-Flex
Re-Flex war eine britische New-Wave-Band. Sie wurde zu Beginn der 1980er Jahre auf dem Höhepunkt der New-Romantic-Welle gegründet.

## Geschichte
Musik und Stil der Band waren stark beeinflusst von Künstlern wie Heaven 17, Gary Numan oder David Bowie. Den einzigen großen Hit ihrer Karriere landeten Re-Flex mit ihrer Single The Politics of Dancing. Der Song eroberte im Herbst 1983 zunächst die Radiostationen, Clubs und Hitparaden der USA. Bei den Produzenten des Teenagerfilms Footloose stand er in der engeren Auswahl für den Soundtrack. Später wurde er als Track #10 im Film Atomic Blonde verwendet. Mit einiger Verzögerung stieg die Single Anfang 1984 auch in die Charts ihres Heimatlandes ein. An diesen Erfolg konnte die Band nicht mehr anknüpfen. Nach der Aufnahme eines zweiten Albums löste sie sich 1985 auf.
2010 veröffentlichte die Band über ihre Website eine Box mit sechs CDs, die neben dem ersten Album jenes einst von EMI nicht veröffentlichte Zweitwerk „Humanication“ enthält sowie weitere Remix- und Raritäten-CDs.

## Mitglieder
- John Baxter (Gesang, Gitarre) (* 31. Dezember 1956)
- Paul Fishman (Synthesizer) (* 12. Mai 1955)
- Nigel Ross-Scott (Bass) (* 23. Juni 19?)
- Roland Vaughan Kerridge (Schlagzeug) (* 27. Dezember 1954; † 26. Februar 2012)

## Diskografie

### Alben
- 02/1983: The Politics of Dancing
- 05/1985: Humanication (veröffentlicht 2010)
- 09/2010: Re-Fuse (Boxset – 6 CDs)

### Singles
- 11/1983: The Politics of Dancing
- 1983: Hitline
- 04/1984: Hurt
- 06/1984: Couldn’t Stand a Day
- 09/1984: Praying to the Beat
- 04/1985: How Much Longer